# Cassia burttii
Cassia burttii är en ärtväxtart som beskrevs av Baker f. Cassia burttii ingår i släktet Cassia och familjen ärtväxter. Inga underarter finns listade i Catalogue of Life.